# Ivan Luťanský
Ivan Luťanský (ur. 19 kwietnia 1953 w Pradze, zm. 1 sierpnia 1983 w Vinh) – czeski aktor.

## Życiorys
Po studiach na DAMU w Pradze był w 1976 r. przyjęty do grona Teatru Narodowego.
Swój podstawowy repertuar aktorski, który obejmował przede wszystkim rewoltujących facetów, bogacił konturowaniem psychologicznym i dążył do ról charakterystycznych.

## Role teatralne
- Adam (P. Hacks, Adam i Ewa, 1978)
- Václav (L. Stroupežnický, Naši furianti, 1979)
- Kandrdas (A. Máša, Noční zkouška, 1981)
- Orestes (Aischylos, Oresteia, 1981)
- Ferdinand (F. von Schiller, Intryga i miłość, 1982)

## Role telewizyjne
- bajka Nezbedná pohádka (1976)
- film Lišaj smrtihlav (1979)
- film O Ptáku Ohniváku (1980)
- film Mezičas (1981)

## Filmografia
- 1975: Dva muži hlásí příchod – Habr
- 1977: Osada Havranů – Kam
- 1977: Na veliké řece – Kam
- 1977: Běž, ať ti neuteče – Ivan Kabát
- 1979: AEIOU – Karel Sedláček
- 1979: Kam nikdo nesmí – Beran
- 1983: Evo, vdej se! – Ryšavý